# Лапочкин, Сергей Константинович
Серге́й Константи́нович Ла́почкин  (род. 3 октября 1958, Ленинград) — советский и российский футбольный судья (национальная категория), инспектор.

## Биография
Родился в Ленинграде 3 октября 1958 года.
Судья игр с 1980 года. На профессиональном уровне работает с 1987 года. Выпускник СПбГУФК им. Лесгафта.
Завершил карьеру в поле в октябре 2005 года, остановившись на отметке 95 матчей на высшем уровне чемпионата страны.
Был переведён на инспекторскую работу, где обслуживает матчи РПЛ, Первой лиги, Кубка России, ЮФЛ и других соревнований.
Председатель судейского комитета федерации футбола Санкт-Петербурга.
Сын — судья ФИФА Сергей Сергеевич Лапочкин (род. 1981).